# Космос-251
Спутник Космос-251 являлся спутником оптической разведки (тип «Зенит-4М») в интересах Министерства обороны СССР с установленной дополнительно аппаратурой для наблюдений неба в гамма-диапазоне энергий (>100 МэВ). Спутник был запущен на орбиту 31 октября 1968 года и сошёл с орбиты через 12 дней.

## Научные инструменты
Основным инструментом научной части спутника был гамма-телескоп из двух сцинтилляционных и одного направленного черенковкого счетчиков со свинцовым конвертером. Прибор калибровался на мюонах космических лучей на уровне моря и на электронах с энергией 100 МэВ-1.5 ГэВ. Эффективная площадь прибора ~90 см², поле зрения 35 градусов, расчётный геометрический фактор (grasp) — 22 см² стер. Прибор был однотипным с установленным на спутнике Космос-264. Измерения прибора записывались на бортовое запоминающее устройство и передавались на Землю по телеметрии (Волобуев и др. 1971, ЖЭТФ, 13, 28 )

## Основные результаты
- Открытие вспышки гамма излучения предположительно от радио-галактики 3C120 с потоком (6.0 ± 2.3)⋅10−4 фот/(кв.см сек) в диапазоне >100 МэВ